# Andfåglar
Andfåglar (Anseriformes) är en ordning fåglar, som innehåller cirka 150 arter med tre nu förekommande familjer: värnfåglar (Anhimidae), änder (Anatidae) och skatgäss (Anseranatidae). Den överlägset största familjen är Anatidae som omfattar över 140 arter av vattenlevande fåglar, som änder, gäss och svanar.
Alla arterna inom familjen är mycket väl anpassade för ett liv på vattenytan. De har alla simhud på fötterna för att effektivare kunna simma. Trots denna anpassning till ett liv i vatten så lever ett flertal arter ändå sina liv till stora delar på land.

## Evolution
Andfåglarnas (Anseriformes) närmsta nu levande släktingar är hönsfåglarna (Galliformes) och dessa två grupper utgör en utvecklingslinje som idag kategoriseras som överordningen Galloanserae. Det var när denna klad, som är en av de äldsta hos fåglarna, delades upp i två distinkta utvecklingslinjer, som andfåglarna utvecklades.
Den tidigast kända andfågeln är den nyligen upptäckta Vegavis, som är känd från fossil från krita.. Den utdöda familjen Dromornithidae representerar en tidig utvecklingslinje som utvecklats ur andfågelgrenen och man tror att de kan ha utvecklats från en värnfågel-liknande förfader. Andfåglarnas förfäder utvecklade den karaktäristiska näbben som alla arter inom ordningen delar. Näbbstrukturen består av en kombination av formen på insidan av näbben, den modifierade tungan som fungerar som en sugpump som gör det möjligt att suga upp vatten med näbbspetsen för att sedan släppa ut det på sidorna tillsammans med den ansamling av fina filterlameller som kallas lamellae där fina partiklar fastnar och som sedan fågeln slickar i sig och sväljer.
Alla andfåglar har denna basstruktur på sin näbb men många har därefter utvecklat alternativa sätt att äta. Som exempelvis gässen som äter gräs, skrakarna som fångar fisk eller värnfåglarna vars näbbar ser ut som en rovfågelnäbb, men alla dessa fåglar har trots detta fortfarande dessa lameller.

## Taxonomi
Andfåglarna och hönsfåglarna är primitiva ordningar och i systematiken placeras de efter ratiterna (strutsfåglar, kasuarfåglar, kivifåglar, nandufåglar, tinamofåglar samt de utdöda elefantfåglarna och moafåglarna).
Ändernas taxonomi är under diskussion och förändringar kommer att ske vad gäller placering av vissa grupper. Se vidare i artikeln änder.
ORDNING ANSERIFORMES
- Familj Anhimidae - värnfåglar)
- Familj Anseranatidae - skatgås)
- Familj Anatidae

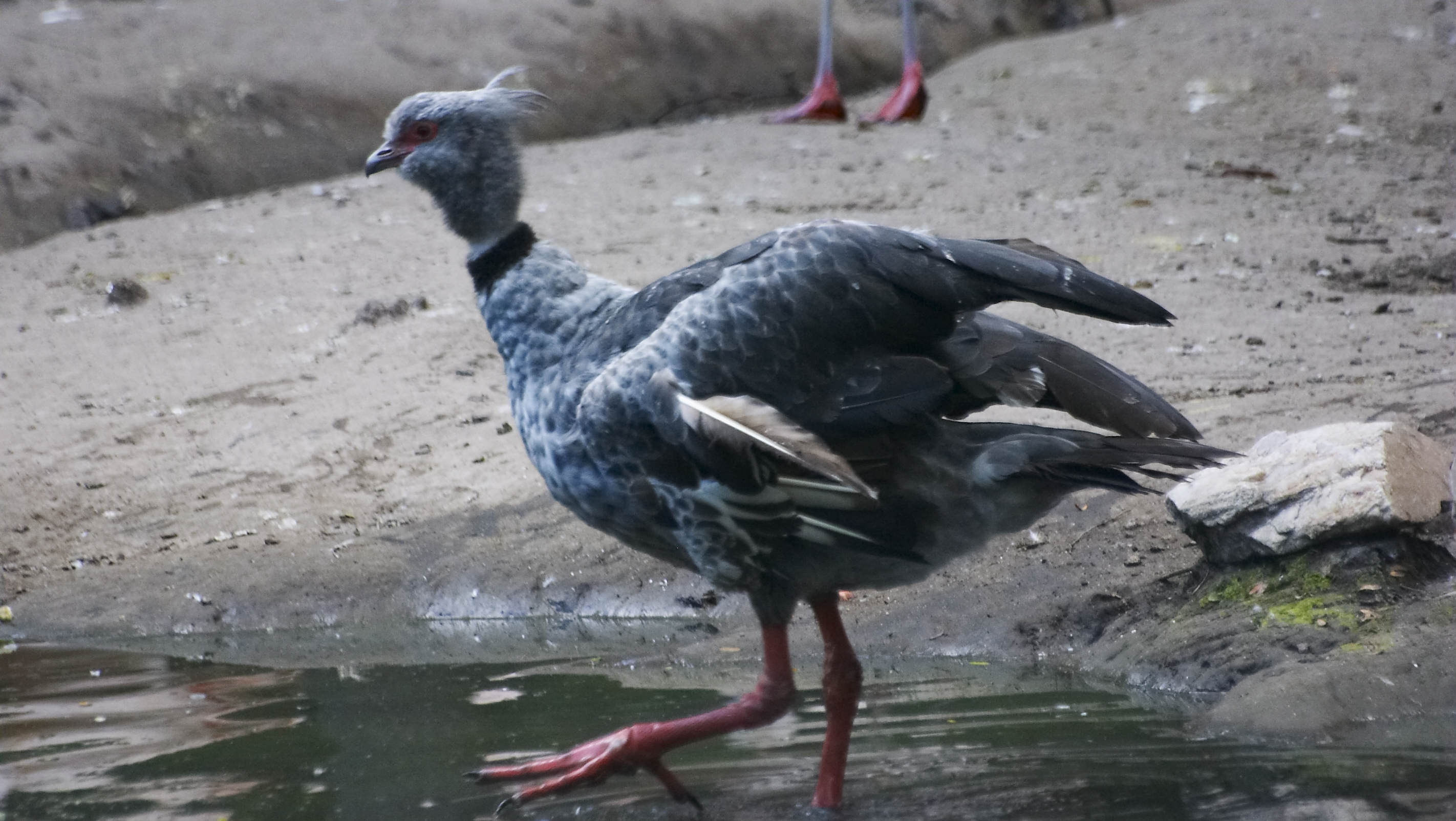
Tofsvärnfågel (Chauna torquata)

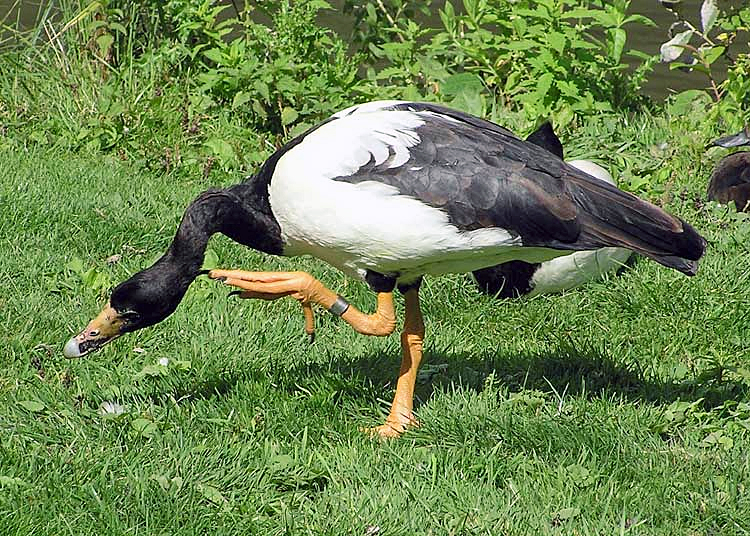
Skatgås (Anseranas semipalmata)

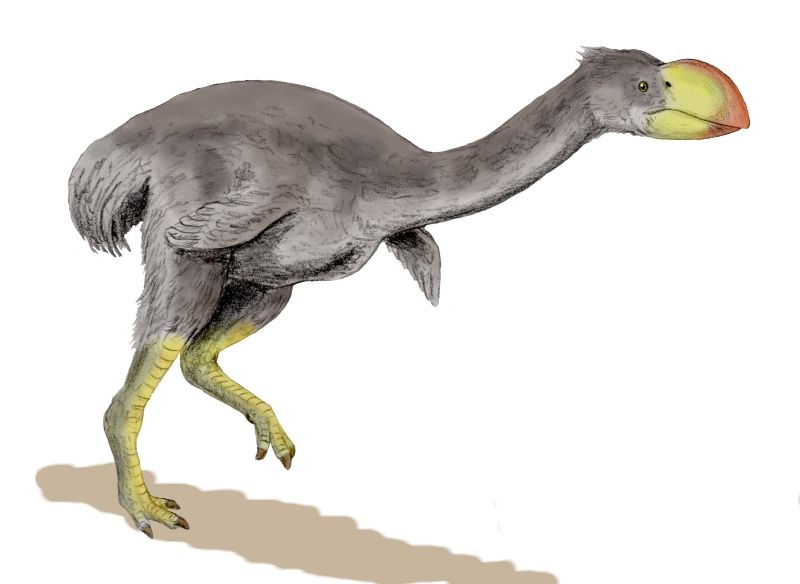
Rekonstruktion av Dromornis stirtoni.

  - Underfamilj Dendrocygninae - visseländer (som ibland kategoriseras som den egna familjen Dendrocygnidae
  - Underfamilj Thalassorninae - vitryggig and (Thalassornis leuconotus)
  - Underfamilj Anserinae - Svanar och gäss
  - Underfamilj Stictonettinae - vattrad and (Stictonetta naevosa)
  - Underfamilj Plectropterinae - sporrgås (Plectropterus gambensis)
  - Underfamilj Tadorninae - gravänder och andra medelstora gåsliknande änder, förmodligen parafyletisk
  - Underfamilj Anatinae - simänder och moa-naloänder
  - Underfamilj Aythyinae - (lätta) dykänder (ibland inkluderad i Anatinae)
  - Underfamilj Merginae - (tunga dykänder), ejdrar, skrakar och andra havslevande änder
  - Underfamilj Oxyurinae - kopparänder och andra änder med styv stjärt
- Familj Dromornithidae (fossil)
- Familj Presbyornithidae (fossil) - flera släkten av "vadargäss"

Fossilet Gastornithidae inkluderas också ibland i ordningen som en egen familj.
Ett antal taxa av andfågelfossil som inte med säkerhet kan placeras i en specifik familj: 
- Anatalavis (Sen krita/tidigt paleocen - tidig eocen) - Anseranatidae eller basal. Inkluderar "Telmatornis" rex.
- Proherodius (Tidig eocen i London, England) - Presbyornithidae?
- Romainvillia (Sen eocen/tidig oligocene) - Anseranatidae eller Anatidae
- Paranyroca (Tidig miocen i Bennett County, USA) - Anatidae eller egen familj?

Utöver dessa arter tillkommer att stort antal fossil, främst från sen krita och paleogen som har beskrivits, men där det är oklart huruvida de tillhör andfåglarna eller ej. Detta beror på att nästan alla ordningar med vattenlevande fåglar som finns idag genomgick en radikal uppdelning i taxa som fyllde ut en mängd ekologiska nischer under en geologisk sett kort tid. Detta resulterar i att det är svårt att med säkerhet tillskriva fossila ben från vattenlevande fåglar en viss familjetillhörighet eller om likheterna istället är resultatet av parallell evolution inom en annan utvecklingslinje.
- Apatornis (Sen krita i Twin Butte Creek, USA)
- Vegavis (Sen krita) - närmre Presbyornithidae och Anatidae än Anseranatidae
- "Presbyornithidae" gen. et sp. indet. (sen krita i Udan Sayr, Mongoliet) - Presbyornithidae?
- UCMP 117599 (sen krita i Bug Creek West, USA)
- Petropluvialis (Sen eocen i England) - kanske är samma som Palaeopapia
- Agnopterus (Sen eocen - sen oligocen i Europe) - inkluderar Cygnopterus lambrechti
- "Headonornis hantoniensis" BMNH PAL 4989 (Tidig oligocen på Isle of Wight, England) - tidigare "Ptenornis"
- Palaeopapia (Tidig oligocen på Isle of Wight, England)
- "Anas" creccoides (Tidig/mellersta oligocen i Belgien)
- "Anas" skalicensis (Tidig miocen i "Skalitz", Tjeckien)
- "Anas" risgoviensis (Sen miocen i Bavaria, Tyskland)